# 와타나베 켄
와타나베 켄(渡辺 謙, 1959년 10월 21일 ~ )은 일본의 남성 배우이다. 일본 뿐만 아니라 일본 외에서도 활동하고 있으며 《라스트 사무라이》로 2003년 아카데미상 남우조연상 후보에 오르기도 했다. 2007년엔 《내일의 기억》으로, 2010년엔 《지지 않는 태양》으로 일본 아카데미상 남우주연상을 수상했다. 히가시데 마사히로는 켄의 사위였다.

## 작품

### 영화
- 1997년: 웰컴 미스터 맥도날드
- 2000년: 자와자와 시모기타자와 ... 이시다 역
- 2000년: 스페이스 트래블러
- 2001년: 물에 빠진 물고기
- 2003년: 트라이 ... 마사노부 중장 역
- 2003년: 라스트 사무라이 ... 카츠모토 역
- 2004년: 북의 영년 ... 히데아키 역
- 2005년: 배트맨 비긴즈 ... 라스 알굴 역
- 2005년: 게이샤의 추억 ... 회장 역
- 2006년: 내일의 기억 ... 사에키 마사유키 역
- 2006년: 이오지마에서 온 편지 ... 쿠리바야시 장군 역
- 2007년: 지구 ... 내레이션 (일본어 더빙)
- 2009년: 틴에이지 뱀파이어 ... 톨 역
- 2009년: 지지 않는 태양 ... 온치 겐 역
- 2010년: 상하이 ... 다나카 대좌 역
- 2010년: 인셉션 ... 사이토 역
- 2012년: 하야부사 - 아득한 귀환 ... 가와구치 준이치로 역
- 2013년: 용서받지 못한 자 .... 카마타 쥬베이 역
- 2014년: 고질라 .... Dr. 세리자와 이치로 역
- 2014년: 트랜스포머: 사라진 시대 .... 드리프트 역 (목소리)
- 2018년: 개들의 섬
- 2018년: 왕과 나: 런던 팔라디움 극장 뮤지컬
- 2019년: 명탐정 피카츄 .... 요시다 형사 역
- 2019년: 고질라: 킹 오브 몬스터 .... 세리지와 이시로 박사 역
- 2019년: 후쿠시마 50 .... 세리지와 이시로 박사 역
- 2023년: 크리에이터 .... 하룬 역
- 2024년: 무파사: 라이온 킹 .... 키로스 역 (더빙)

### 드라마
- 대하드라마 (NHK)
  - 《산하 타오르다》 (1984년) - 쿠스다 타케시 역
  - 《독안룡 마사무네》 (1987년) - 다테 마사무네 역
  - 《불타오르다 (제1부, 제3부)》 (1993년 ~ 1994년) - 후지와라노 츠네키요·후지와라노 야스히라 역
  - 《호조 토키무네》 (2001년) - 호조 토키요리 역
  - 《세고돈》 (2018년) - 시마즈 나리아키라 역
- 2000년 《이케부쿠로 웨스트 게이트 파크》
- 2001년 《인간의 증명》
- 2004년 《모래 그릇》
- 2009년, 2010년, 2011년 《언덕 위의 구름》 - 내래이션
- 2010년 《담장 안의 중학교》